# 科學的階級

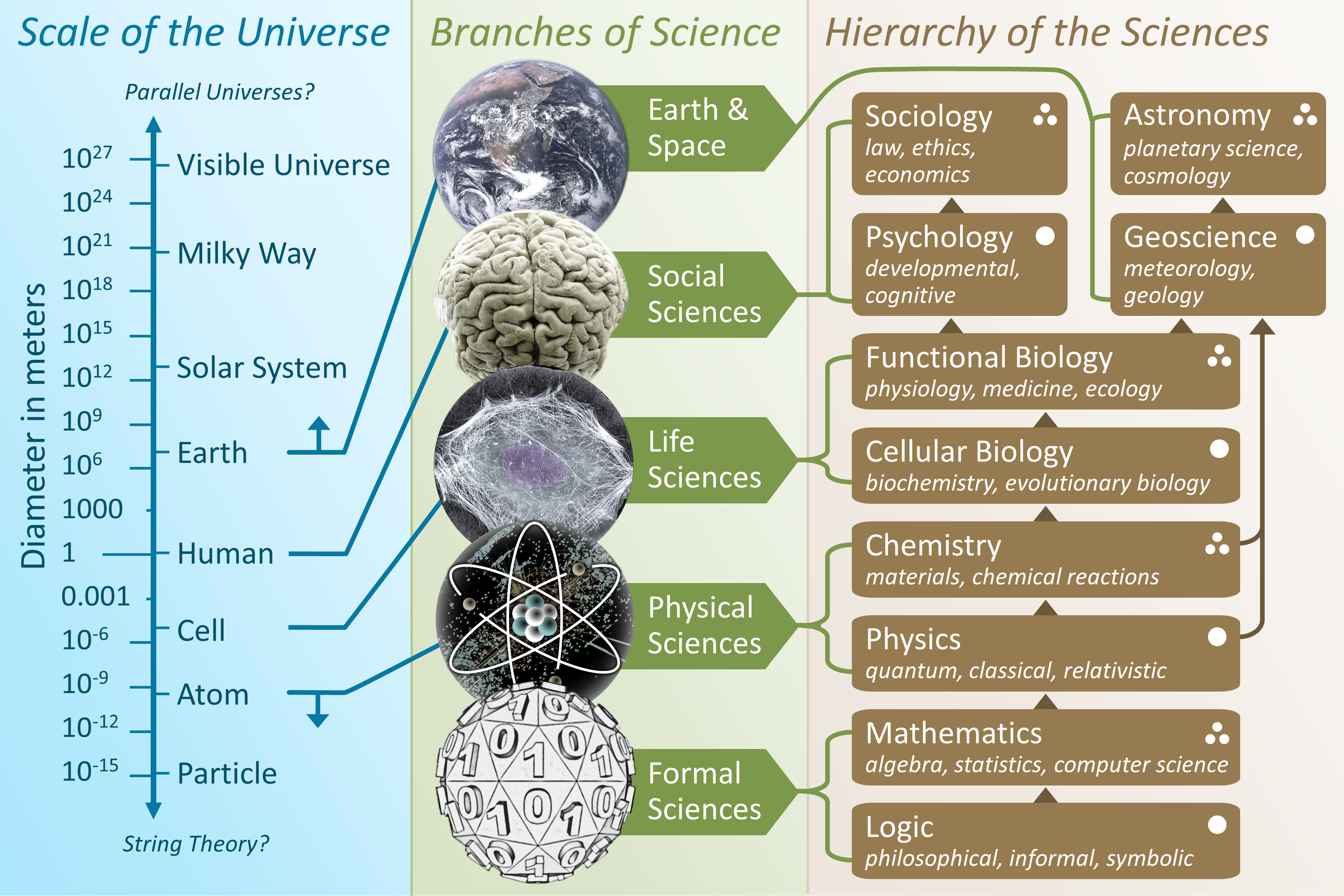
宇宙的大小；相對於每一個科學的學科，用科學的等級來看，一個系統如何在另外一個系統之上

科學的階級（英語：Hierarchy of the sciences）是由孔德在十九世紀，提出的一個理論，說到科學的發展由最簡單，最普遍的學科，會首先去在「實証階段」（positive stage）。也是孔得說的三階段定律之中的一個階段。科學「階級」向上行，科學與科學亦都變得更加複雜和專門，這些學科就會後來的「實証階段」。學科要升級，就是基於他們的基礎的科目。形式科學（數學、電腦科學）和物理學，被視為最基礎的科學。再升級，就是化學。再升一級，就是分子生物學及細胞生物學。再升一級，就是系統生物學。然後再升一級，就是心理學。最高的階段就係社會科學。
根據理論所說，形式科學（數學、電腦科學）與物理學中，是有最多共識的學科，同時也是進步最快的科學。而最高階的社會科學，則是比較少共識學科，進步速度也最慢。。